# Flughafen Žilina

i7
i11
i13
Der Flughafen Žilina (slowakisch Letisko Žilina, IATA-Code: ILZ, ICAO-Code: LZZI) liegt ca. 10 km westlich von Žilina in der Nähe des Orts Dolný Hričov in der Nordwestslowakei.
Der Flughafen wurde in den 1970er Jahren gebaut als Ersatz für den aufgegebenen Flughafen Brezovský Majer in Žilina. Der erste Flug fand am 4. Mai 1972 statt; offiziell wurde der Flughafen am 2. August 1974 eröffnet.

## Fluggesellschaften und Ziele
Die einzige reguläre Flugverbindung bot Czech Airlines nach Prag an. Diese wurde im August 2012 zunächst eingestellt.